# كارين ناكامورا
كارين ناكامورا (بالإنجليزية: Karen Nakamura)‏ هي عالمة الإنسان أمريكية، ولدت في 23 أكتوبر 1970.